# Microcystin
Microcystin là một loại toxin sinh học sản xuất bởi các loại vi khuẩn Cyanobacteria, còn được biết đến với tên gọi tảo xanh. Đây là một trong những loại toxin phổ biến nhất trong nước ngọt và nước biển có chứa tảo xanh. Microcystin có thể gây hại cho sức khỏe của người và động vật nếu tiếp xúc hoặc tiêu thụ một lượng lớn.
Các nguồn gốc chính của microcystin là các tảo Cyanobacteria, đặc biệt là các loài Microcystis, Anabaena và Planktothrix. Khi các tảo này phát triển quá mức trong môi trường nước và tạo ra một hiện tượng gọi là "các đợt nước xanh", microcystin có thể được giải phóng vào nước, gây ra nguy cơ cho sức khỏe con người và động vật nếu tiếp xúc với nước này.
Microcystin có thể gây độc hại cho gan, thận và hệ thần kinh. Các triệu chứng của việc tiếp xúc với microcystin có thể bao gồm đau đầu, đau bụng, đau răng, nôn mửa, tiêu chảy, tổn thương gan và thậm chí là tử vong nếu tiếp xúc với mức độ độc hại cao. Do đó, việc kiểm soát và giảm thiểu sự xuất hiện của tảo xanh và microcystin trong môi trường nước là rất quan trọng để bảo vệ sức khỏe cộng đồng và môi trường nước.